# 수영구 (선거구)
부산 수영구는 대한민국의 국회의원 선거구이다. 부산광역시 수영구 일대를 관할한다. 현 지역구 국회의원은 국민의힘의 정연욱이다.

## 역사
1995년 3월, 남구의 일부 지역이 수영구로 분리되었다. 이에 대한민국 제15대 국회의원 선거를 앞두고 수영구 선거구가 신설되었다.

## 관할 구역
| 대수      | 관할 구역   |
| --------- | ----------- |
| 15대~현재 | 수영구 일원 |

## 역대 국회의원
| 선거   | 정당 | 정당       | 의원   |
| ------ | ---- | ---------- | ------ |
| 1996년 |      | 신한국당   | 유흥수 |
| 2000년 |      | 한나라당   | 유흥수 |
| 2004년 |      | 한나라당   | 박형준 |
| 2008년 |      | 무소속     | 유재중 |
| 2012년 |      | 새누리당   | 유재중 |
| 2016년 |      | 새누리당   | 유재중 |
| 2020년 |      | 미래통합당 | 전봉민 |
| 2024년 |      | 국민의힘   | 정연욱 |

## 역대 선거 결과

### 대한민국 제15대 국회의원 선거
|  | 58.13% |

|  | 28.97% |

|  | 7.17% |

|  | 3.43% |

|  | 2.27% |

### 대한민국 제16대 국회의원 선거
|  | 60.47% |

|  | 15.45% |

|  | 10.43% |

|  | 7.13% |

|  | 6.50% |

### 대한민국 제17대 국회의원 선거
|  | 58.80% |

|  | 39.04% |

|  | 2.14% |

### 대한민국 제18대 국회의원 선거
|  | 54.93% |

|  | 41.96% |

|  | 3.10% |

### 대한민국 제19대 국회의원 선거
|  | 45.30% |

|  | 29.59% |

|  | 24.57% |

|  | 0.52% |

### 대한민국 제20대 국회의원 선거
|  | 52.43% |

|  | 25.74% |

|  | 21.81% |

### 대한민국 제21대 국회의원 선거
|  | 55.93% |

|  | 41.00% |

|  | 2.01% |

|  | 1.04% |

### 대한민국 제22대 국회의원 선거
|  | 50.33% |

|  | 40.47% |

|  | 9.18% |